# مخيم قوشتبة
مخيم قوشتبة للآجئين السوريين، هو أحد المخيمات الأربعة للآجئين السوريين في محافظة أربيل في إقليم كوردستان العراق، ويقع في قضاء قوشتبة على الطريق الرابط بين مدينتي أربيل وكركوك.

## الإنشاء
تم إنشاء المخيم من قبل حكومة إقليم كوردستان عام 2013، لاحتواء الأعداد الكبيرة للاجئين السوريين اللذين دخلوا أراضي الإقليم.

## الحياة في المخيم
تسكن في المخيم الف و300 عائلة، تشكي من انعدام الماء والكهرباء، ويعمل الشباب في العمالة، لتوفير لقمة العيش، وفي الفترة الاخيرة غادر أكثر من الف و 60 شخصا من المخيم متوجهين إلى دول أوروبا.